# Namborn
Namborn település Németországban, azon belül Saar-vidék tartományban. Lakosainak száma 6951 fő (2023. december 31.).

## Népesség
A település népességének változása:
| Lakosok száma | 7367 | 7102 | 7045 | 6928 | 6939 | 6951 |
|               | 1975 | 2017 | 2019 | 2021 | 2022 | 2023 |